# Oh Beom-seok
Oh Beom-seok (sinh ngày 29 tháng 7 năm 1984) là một cầu thủ bóng đá người Hàn Quốc.

## Đội tuyển bóng đá quốc gia
Oh Beom-seok thi đấu cho đội tuyển bóng đá quốc gia Hàn Quốc từ năm 2005.

## Thống kê sự nghiệp
| Đội tuyển bóng đá Hàn Quốc | Đội tuyển bóng đá Hàn Quốc | Đội tuyển bóng đá Hàn Quốc |
| Năm                        | Trận                       | Bàn                        |
| -------------------------- | -------------------------- | -------------------------- |
| 2005                       | 2                          | 0                          |
| 2006                       | 1                          | 0                          |
| 2007                       | 9                          | 0                          |
| 2008                       | 9                          | 0                          |
| 2009                       | 10                         | 1                          |
| 2010                       | 9                          | 1                          |
| 2011                       | 0                          | 0                          |
| 2012                       | 3                          | 0                          |
| 2013                       | 1                          | 0                          |
| Tổng cộng                  | 44                         | 2                          |